# Omega Chrono-Quartz

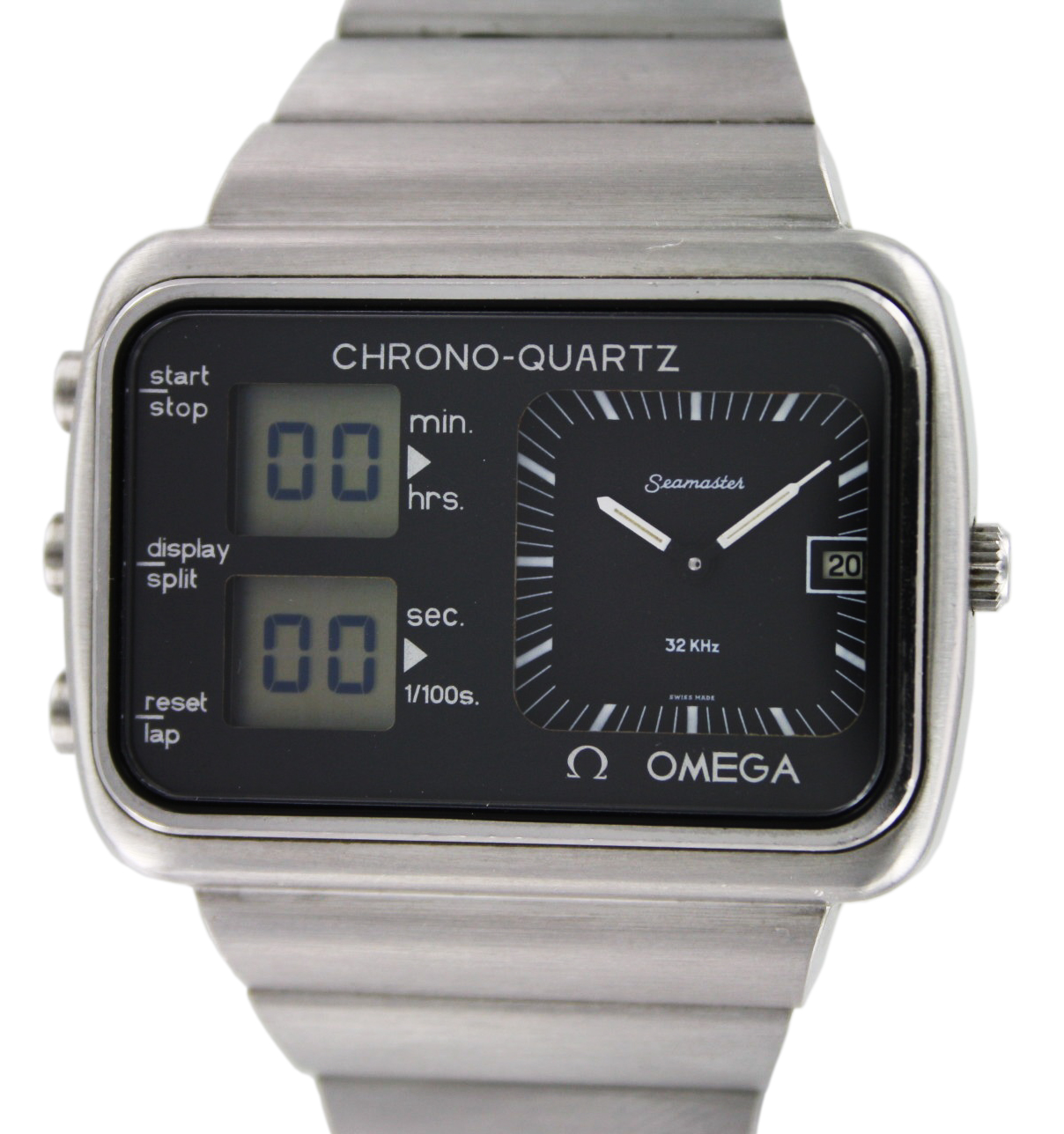
Calibre Omega 1611 Chrono-Quartz

L' Omega Chrono-Quartz est le premier chronographe numérique/analogique au monde. Il a été inventé par Omega SA. La montre fut lancée aux Jeux olympiques de Montréal en 1976 et était à l'époque le chronographe phare d'Omega. La montre est remarquable car elle fut la première montre-bracelet chronographe au monde à combiner un affichage analogique pour les fonctions horaires et un affichage numérique pour la fonction chronographe, chacun fonctionnant indépendamment l'un de l'autre mais sur le même résonateur à quartz (32 kHz),.

## Développement
Les années 1970 furent une période de développement rapide de la technologie des montres à quartz. Entre 1970 et 1980, l’ère du quartz s’empara de l’ensemble de l’industrie horlogère, suscitant un développement rapide de l’industrie des montres à quartz.

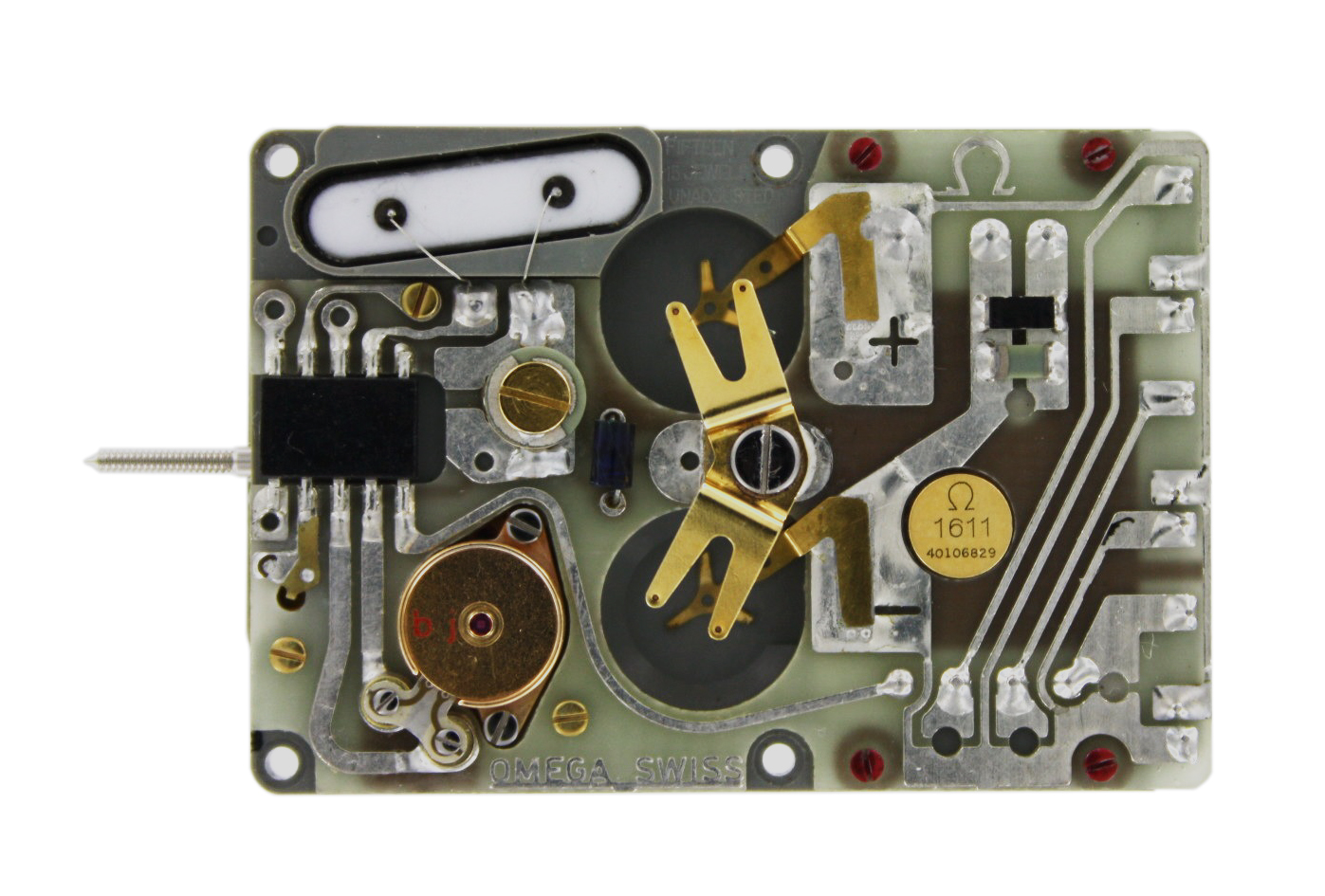
Mouvement du Chrono-Quartz Omega calibre 1611

Omega était à l'avant-garde du développement des montres à quartz en Suisse, ayant déjà présenté l'Omega Electroquartz, la première montre de production suisse, et l'Omega Marine Chronometer, la première montre-bracelet à obtenir la certification de chronomètre marin, précise à une seconde par mois.
Alors que la technologie d’affichage à cristaux liquides commençait à être intégrée aux montres à quartz, Omega y vit une nouvelle opportunité de première mondiale en intégrant un écran LCD dans une montre analogique.
Le calibre 1611 « Albatros » (nom d'animal donné par le Directeur Recherche & Développement SSIH H. Widmer) fut conçu par Norbert Henry (Ingénieur EIG en Microtechnique) dont les plans furent fini le 30 avril 1974 et dès ce jour-là, la réalisation fut faite par Raymond Froidevaux. Le mouvement présente un grand circuit à l'arrière de la montre, qui contrôle à la fois le mouvement analogique (basé sur le calibre 1320) et les éléments LCD numériques. Le Chrono Quartz fonctionnait à l'origine avec deux piles au mercure 323 d'une autonomie de 26 mois, qui ont été par la suite remplacées par la pile à l'oxyde d'argent 393, d'une autonomie de 15 mois. La montre n'a pas été conçue pour des réparations complexes mais plutôt comme un système modulaire, qui serait remplacé en fonction des composants requis. Des versions fonctionnelles de la montre étaient disponibles en 1975, mais Omega n'a lancé la montre qu'en 1976.

## Production

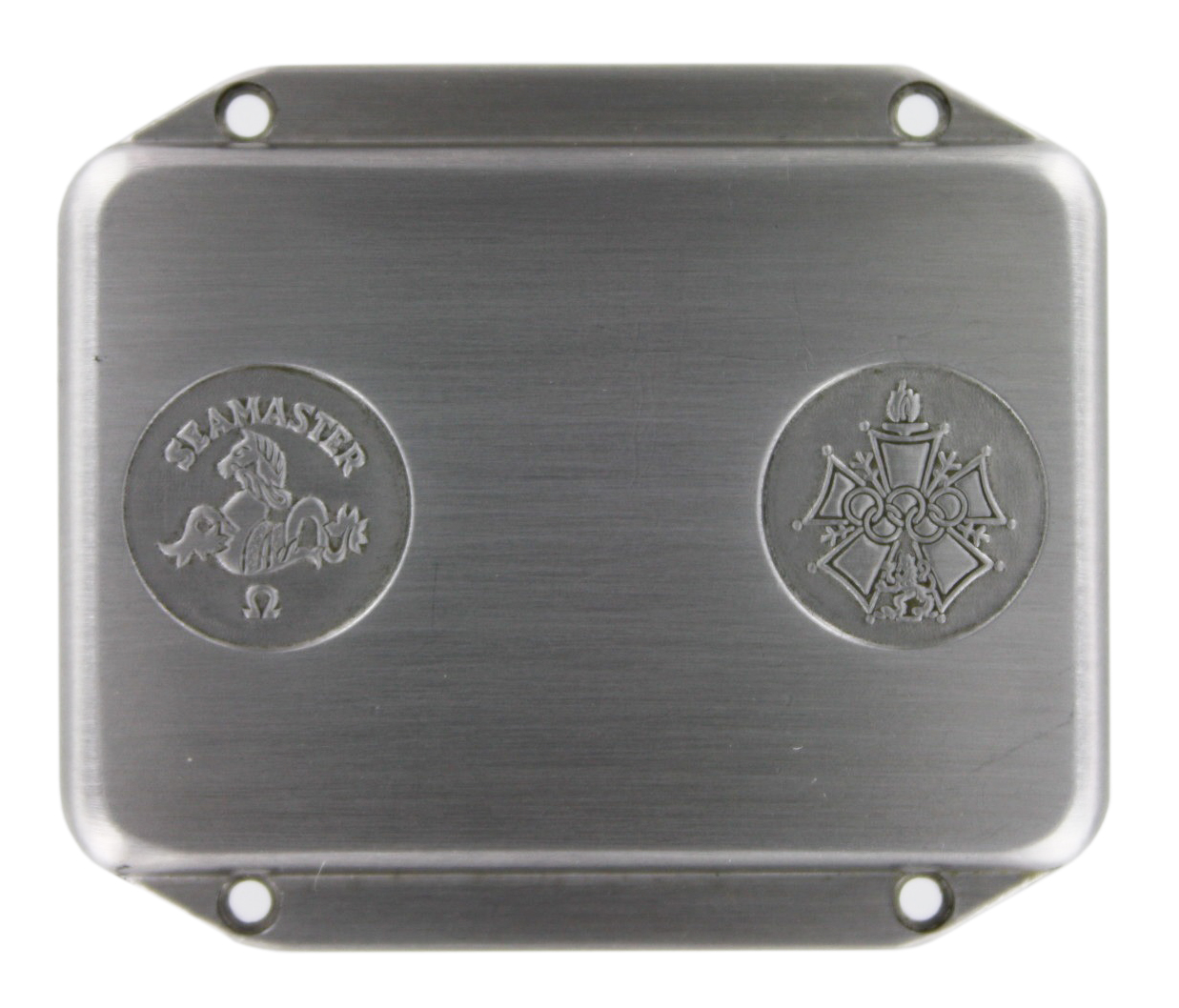
Fond de boîtier Chrono-Quartz calibre Omega 1611 avec logo olympique

L'Omega Chrono-Quartz est rare parmi les montres-bracelets modernes car le calibre 1611 était doté d'un module qui lui est exclusif ; seulement 15 000 unités ont été fabriquées.
La montre dans sa version grand public fut présentée aux Jeux olympiques de Montréal en 1976, événement par ailleurs sponsorisé par Omega : le principal tableau d’affichage olympique présentait notamment des similitudes remarquables avec la montre-bracelet.
Le design de la mon est très distinctif. Tout d'abord, elle est grande en comparaison avec les autres montres de son époque (51 mm de large, poussoirs compris). Le boîtier de la montre est en acier inoxydable et doté d'un bracelet intégral, également en acier inoxydable, à maillons solides. Ces grandes dimensions sont principalement dues à la taille du mouvement, qui doit accueillir le module analogique (à droite) et le module chronographe numérique (à gauche). Le fond du boîtier porte l'hippocampe Omega Seamaster ainsi que l'écusson olympique en référence à l'événement au cours duquel la montre fut présentée.
Le module chronographe est contrôlé par trois poussoirs ronds sur le côté gauche du boîtier et l'heure et la date analogiques sont réglées par une couronne pouvant être retirée pour régler l'heure et la date ainsi que par un bouton à l'intérieur de la couronne qui, une fois enfoncé, fait avancer les minutes.

## Résumé
Bien que révolutionnaire dans sa conception et sa fonction, le règne du Chrono-Quartz en tant que chronographe phare d'Omega fut de courte durée. En 1977, Omega lança le calibre 1620, un chronographe LCD entièrement numérique. L'écran LCD complet de l'Omega Chronograph rendit le Chrono-Quartz obsolète, tandis que les changements de design et de mode se réorientèrent vers des montres plus fines et plus petites. En comparaison, la gamme de montres 1620 était au moins 1/3 plus petite que l'encombrant Chrono- Quartz.

Le Chrono-Quartz est resté dans la gamme Omega pendant encore deux ans, mais en 1979, il avait été complètement supprimé. Malgré sa durée de production relativement courte et ses applications limitées, le Chrono-Quartz représente l'un des modèles les plus distinctifs d'Omega des années 1970 et constitue une première mondiale dans le mélange de la technologie analogique et numérique, qui a également été utilisée plus tard par Heuer, entre autres, et est toujours utilisée par les fabricants actuels.
1. 1 2  Richon, Marco (2007). A Journey Through Time. Omega Ltd. P.375.  (ISBN 9782970056225)
2. ↑  Lucien F. Trueb, Günther Ramm & Peter Wenzig (2013) Electrifying the Wristwatch P.174-175  (ISBN 9780764343049)
3. ↑  Lucien F. Trueb, Günther Ramm & Peter Wenzig (2013) Electrifying the Wristwatch P.174  (ISBN 9780764343049)
4. ↑  Richon, Marco (2007). A Journey Through Time. Omega Ltd. P.775.  (ISBN 9782970056225)
5. ↑  Lucien F. Trueb, Günther Ramm & Peter Wenzig (2013) Electrifying the Wristwatch P.175  (ISBN 9780764343049)